# A kiküldetés
A kiküldetés (eredeti cím: Chief of Station) 2024-ben bemutatott amerikai akcióthriller, melyet George Mahaffey forgatókönyvéből Jesse V. Johnson rendezett. A főbb szerepekben Aaron Eckhart, Olga Kurylenko, Alex Pettyfer, Daniel Bernhardt, Chris Petrovski, Nick Moran, Kris Johnson és James Faulkner látható.

## Cselekmény
Miután megtudja, hogy felesége halála nem baleset volt, az egykori CIA-tiszt és állomásfőnök, Ben Malloy kénytelen visszatérni a kémkedés világába. Összeáll egykori ellenlábasával, hogy felgöngyölítsenek egy összeesküvést, amely megkérdőjelez mindent, amit addig tudni vélt.

## Szereplők
| Szerep                     | Színész          | Magyar hang            |
| -------------------------- | ---------------- | ---------------------- |
| Ben Malloy                 | Aaron Eckhart    | Epres Attila           |
| Krystyna Kowerski          | Olga Kurylenko   | Pikali Gerda           |
| John Branca                | Alex Pettyfer    | Fehér Tibor            |
| Nick Malloy                | Chris Petrovski  | Miller Dávid           |
| Farrah Malloy              | Laëtitia Eïdo    | Horváth Lili           |
| Evgeny Khalikov            | Nick Moran       | Rajkai Zoltán          |
| Kharon Taramov             | Daniel Bernhardt | Horváth-Töreki Gergely |
| Hitchens                   | Nina Bergman     | Solecki Janka          |
| Williams igazgatóhelyettes | James Faulkner   | Tarján Péter           |
| Ted Waltz                  | Kris Johnson     | Fekete Zoltán          |
| Veronique                  | Isobel Wood      | Csuha Borbála          |
| Jansson                    | Josef Cannon     | Előd Álmos             |
| Desmond Jackson            | Jonathan Ajayi   | Penke Bence            |
| Maître d'                  | Piroch Gábor     |                        |

### Magyar változat
- Magyar szöveg: Tóth Róbert
- Hangmérnök: Bederna László
- Vágó: Pilipár Éva
- Gyártásvezető: Vigvári Ágnes
- Szinkronrendező: Orosz Ildikó
- Produkciós vezető: Witzenleiter Kitti

A szinkront a Direct Dub Studios készítette el.

## A film készítése
2022 augusztusában jelentették be, hogy Olga Kurylenko és Alec Baldwin szerepet kap a filmben. 2022 szeptemberében Alex Pettyfer és Chris Petrovski csatlakozott a szereplőgárdához. 2022 októberében Aaron Eckhart lépett Baldwin helyére, mivel Baldwinnak ütemezési problémái adódtak.
A filmet Budapesten forgatták. 2023 februárjában jelentették be a forgatás befejeződését.
A forgatási helyszinek közt láthatjuk az Almásfüzitői Timföldgyár is.

## Bemutató
2024 januárjában a Vertical megszerezte a film amerikai forgalmazási jogait. 2024. május 3-án mutatta be.

## Fogadtatás
Jeffrey M. Anderson, a Common Sense Media munkatársa ötből két csillagot adott a filmre.

## Fordítás
- Ez a szócikk részben vagy egészben  a   Chief of Station (film) című angol Wikipédia-szócikk fordításán alapul.  Az eredeti cikk szerkesztőit annak laptörténete sorolja fel. Ez a jelzés csupán a megfogalmazás eredetét és a szerzői jogokat jelzi, nem szolgál a cikkben szereplő információk forrásmegjelöléseként.